# كولنسونية غدية
كولنسونية غدية (الاسم العلمي:Collinsonia glandulosa) هي نوع من النباتات تتبع جنس الكولنسونية من الفصيلة الشفوية.